# 事務機器
事務機器（じむきき）とは、事務全般で用いられる家具・什器・ステーショナリーの類であるが、情報機器（OA関連）も含まれる。

## 概要
特に「機器（機械）」に限定されない広義の事務機器では、机や椅子、あるいは書類・資料を収めるキャビネットなど家具が含まれる。一方の「機器・装置」としての事務用品でも、時代と共に求められる装置は様々なものが登場、利用されてきた。
現代の情報化社会ではコンピュータやコンピュータネットワーク関連機器が様々な機械装置の機能を集約する形で取り込んでいるが、それ以前では書類作成にワードプロセッサやタイプライター（和文タイプライターなど）が利用される、鉛筆に付随して鉛筆削りが利用される、事務労働者のリフレッシュ用や来客接待用に飲料を提供するため電気ポットコーヒーメーカーや自動販売機が利用されたりと、事務所内で様々な装置が利用されている。いわゆる空調機器も建物付帯であるとはいえ、事務労働の能率を維持するために利用されている。

### 机

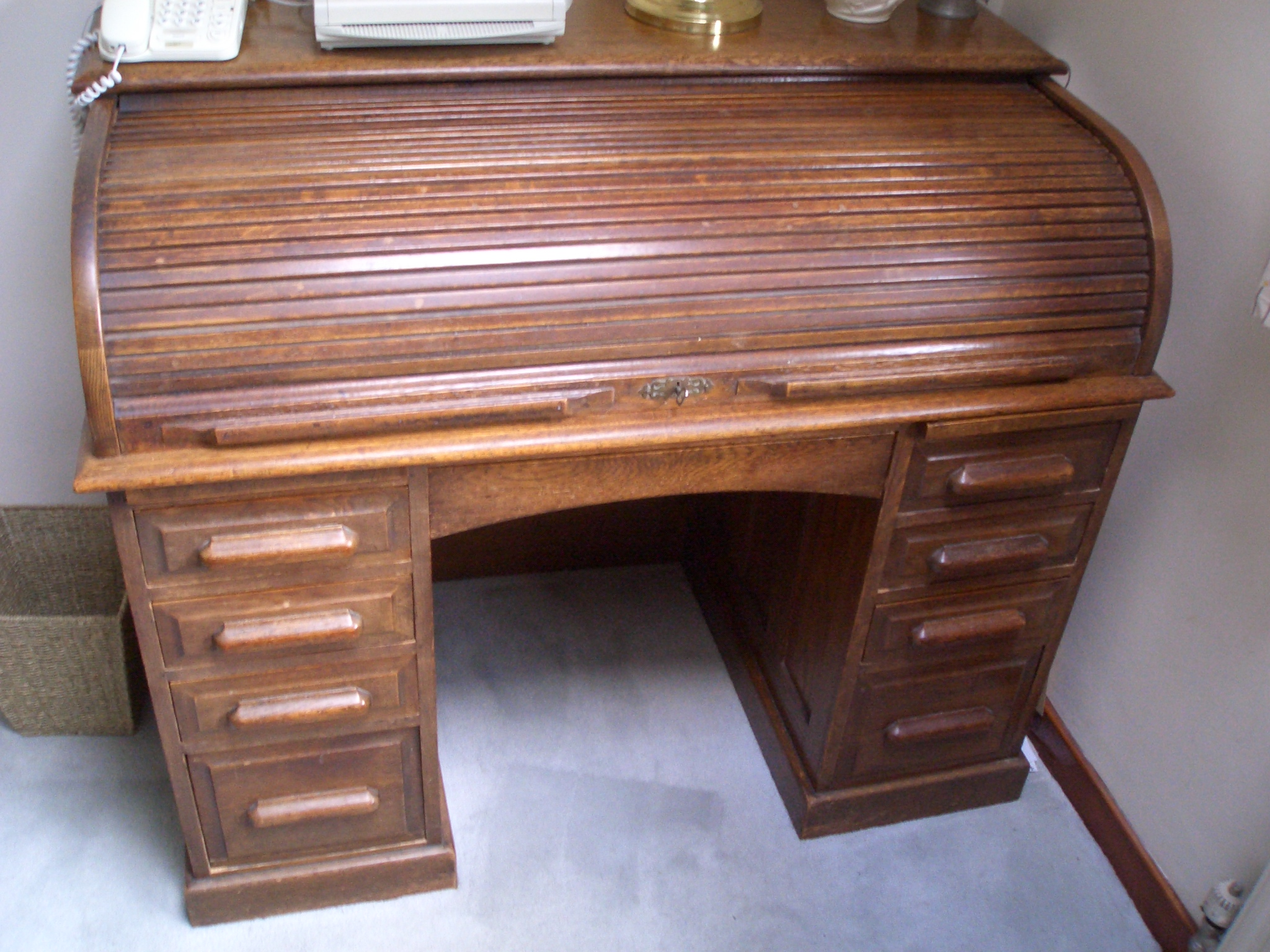
いわゆる「文机」

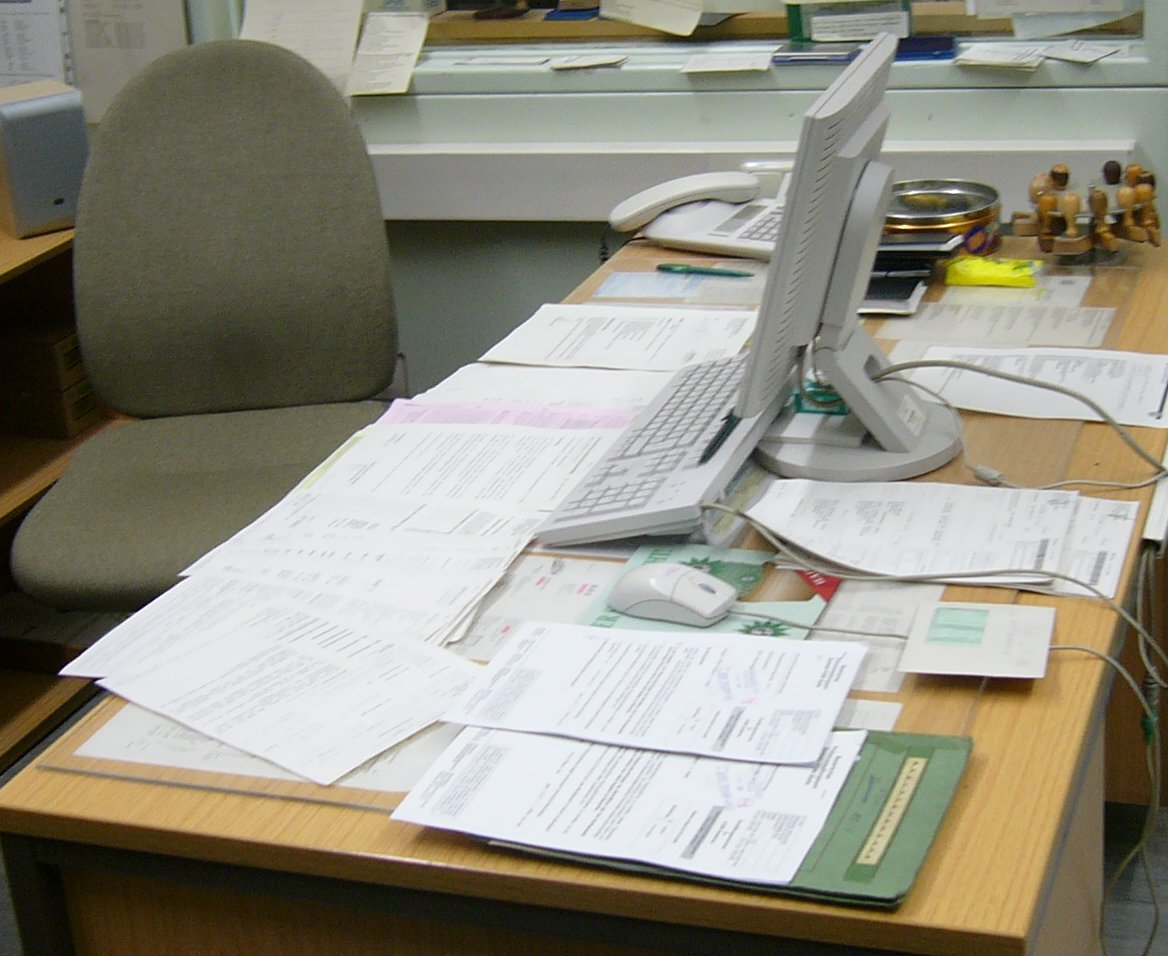
作業机

机はかつて「ペンと紙とで作業していた」という時代には、一般の勉強用や手紙を書く机のようなものが利用されていたが、事務という作業が書類を制作したり、他の者との連携を図るようになると、会議に用いられるテーブルもオフィス環境に必要な家具であり、OA化が進んだ時代にはいわゆるOAテーブルないしOAデスクのような情報化に特化し、作業姿勢やケーブル配線の利便性にも配慮した家具類も利用されるようになってきている。